# Puerto Leoni
Puerto Leoni är en ort i Argentina.   Den ligger i provinsen Misiones, i den nordöstra delen av landet, 900 km norr om huvudstaden Buenos Aires. Puerto Leoni ligger 95 meter över havet och antalet invånare är 2 329.
Terrängen runt Puerto Leoni är huvudsakligen platt. Puerto Leoni ligger nere i en dal. Närmaste större samhälle är Jardín América, 11,0 km sydväst om Puerto Leoni.
I omgivningarna runt Puerto Leoni växer i huvudsak städsegrön lövskog. Runt Puerto Leoni är det ganska glesbefolkat, med 36 invånare per kvadratkilometer.